# تاچنو
تاچنو (به ایتالیایی: Taceno) یک کومونه در ایتالیا است که در استان لکو واقع شده‌است. تاچنو ۳٫۷ کیلومتر مربع مساحت و ۵۵۴ نفر جمعیت دارد و ۵۰۷ متر بالاتر از سطح دریا واقع شده‌است.